# Kyösti Laasonen
Kyösti Kalevi Laasonen (* 27. September 1945 in Kitee) ist ein ehemaliger finnischer Bogenschütze.

## Karriere
Laasonen erzielte zahlreiche Erfolge im Einzel (Europameister 1968 und 1978; Dritter 1970 und 1976) wie mit der Mannschaft (Vize-Europameister 1968, 1978 und 1986; Europameister 1976; Dritter 1982).
Bei Weltmeisterschaften wurde er 1971 und 1973 Zweiter und gewann 1981 den Einzeltitel. Mit der Mannschaft konnte er sich viermal in den Medaillenrängen platzieren.
Er nahm an vier Olympischen Spielen teil (München – Bronzemedaille, Montreal – 15., Moskau – 7., Los Angeles – 28.).
Nach seiner Karriere wurde Laasonen Bogenschießtrainer.

## Familie
Sein Bruder Kauko war ebenfalls erfolgreicher Bogenschütze.